# Desiderio (re)
Desiderio (dal latino Desiderius, noto anche come Daufer, Dauferius, nelle lingue germaniche; Brescia, ... – Corbie, post 774) è stato re dei Longobardi e re d'Italia dal 757 al 774.

## L'ascesa al trono

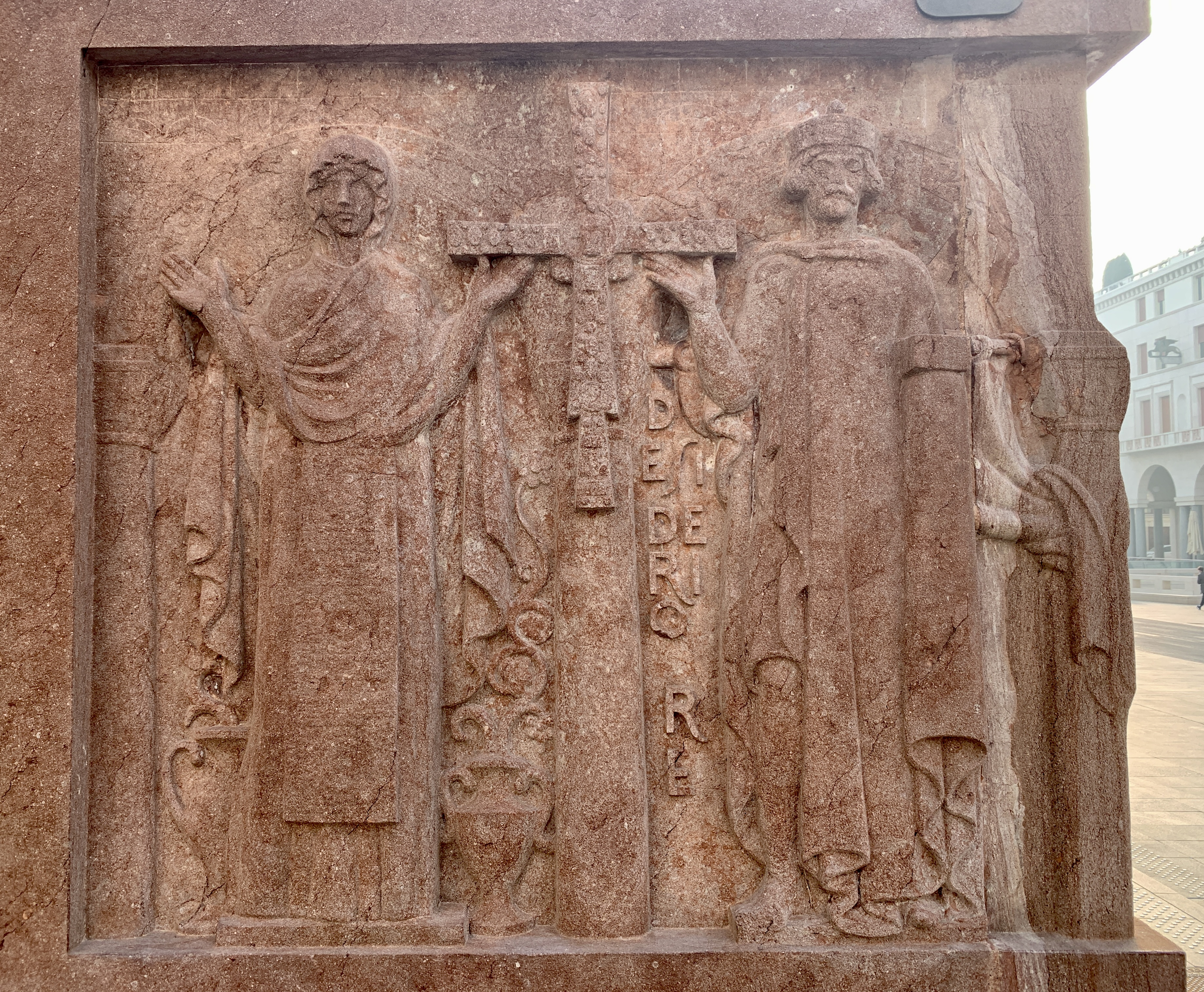
Desiderio raffigurato sull'arengario di piazza della Vittoria a Brescia

Non è certa la sua provenienza dal territorio di Brescia, sebbene alcuni documenti privati e diplomi da lui emanati relativi alla stessa città di Brescia e al territorio circostante permettano di immaginare che fosse proveniente da quella zona del regno. Lo storico quattrocentesco Giacomo Malvezzi, ad esempio, è certo nel suo Chronicon Brixianum che il luogo di provenienza di Desiderio sia il paese di Leno, situato nella bassa pianura bresciana. Allo stesso modo, non è certo abbia ricoperto la carica ducale a Brescia - cosa invece indicata nei documenti per il figlio Adelchi - anche se ciò è molto probabile.
Appartenente all'aristocrazia, fu un membro dela corte di re Astolfo e venne inviato nei territori del ducato di Tuscia probabilmente con la funzione di comes stabuli. Alla fine del 756, alla morte improvvisa dello stesso Astolfo durante una battuta di caccia, aspirò al trono longobardo in opposizione al fratello e predecessore del defunto, Ratchis, che aveva abbandonato il monastero di Montecassino dove si era ritirato ed era ritornato a Pavia, occupando il palazzo regio. Ratchis raccolse inizialmente vasti consensi nell'Italia settentrionale, specialmente dalla frangia della nobiltà friulana, mentre pare che Desiderio si guadagnò l'appoggio di papa Stefano II e del re dei Franchi Pipino III, grazie alla promessa di rispettare le condizioni di pace accettate da Astolfo dopo la sua sconfitta e di ritirarsi dai territori bizantini occupati da Liutprando (alcune città dell'Esarcato e della Pentapoli). Il papa esercitò pressioni dirette sul "re monaco", che si mostrava esitante ed era ulteriormente indebolito dalla defezione di quanti, tra i suoi sostenitori, temevano un nuovo intervento franco. Nel marzo del 757 Rachis rientrò in monastero, spianando la strada all'incoronazione di Desiderio.
Fin dall'inizio cercò di consolidare il potere del regno, in opposizione ai duchi di Spoleto e di Benevento, e di arginare l'influenza dei Franchi sul papato. I due ducati si appoggiarono allora, per riconquistare la propria autonomia, al papato. Spoleto, nominò un nuovo duca, Alboino, sostenuto dal papa e dai Franchi; a Benevento il nuovo reggente Giovanni si schierò, in nome dell'ancora minorenne duca Liutprando, anch'egli appoggiato dal papato e dai Franchi.

## Il regno

### La politica espansionistica
Alla morte di papa Stefano II (aprile 757), Desiderio non mantenne le promesse fatte, sfruttando un momento turbolento nella vita della Chiesa (la successione al soglio del fratello di Stefano, papa Paolo I, fu aspramente contrastata). Non soltanto non consegnò a Roma i territori conquistati da Liutprando, ma nel 758 si assicurò l'appoggio diplomatico dell'Impero bizantino per estendere nuovamente i suoi domini.
Attraverso la Pentapoli penetrò nel Ducato di Spoleto e imprigionò il duca Alboino; proseguì verso Benevento, da dove cacciò Liutprando e il reggente Giovanni, insediando come duca il proprio genero Arechi. Nel 759 nominò un nuovo duca di Spoleto, che fino a quell'anno aveva amministrato direttamente (come già Astolfo): Gisulfo. In questo modo ripristinò il controllo regio, gravemente compromesso durante gli ultimi anni del regno di Astolfo, sull'intera Italia longobarda. L'opera di rafforzamento del potere regio di Desiderio culminò, nel 759, con l'associazione al trono del figlio Adelchi.
Anche la rete dei monasteri italiani divenne strumento di dominio. Nel 753 con sua moglie Ansa fondò a Brescia, la sua città natale, il monastero di San Salvatore, dotato di un'eccezionale ricchezza e affidato come badessa alla figlia Anselperga. Alla giurisdizione di San Salvatore sottomise un'intera rete di complessi monastici tra Lombardia, Emilia e Toscana, creando una federazione da lui direttamente controllata. Un altro monastero da lui fondato in terra bresciana fu la Badia leonense, terminata di costruire nel 758 e guidata da monaci Benedettini giunti alla Badia situata a Leno direttamente dal monastero di Montecassino creato da Benedetto da Norcia nel 529.
Gli attriti con la Chiesa furono appianati solo nel 763, grazie ad appositi accordi. Memore del precedente di Astolfo, ritenne di poter evitare nuovi interventi dei Franchi a sostegno del papato attraverso una politica di piccole concessioni al pontefice. Nel 757 consegnò al Papa Ferrara, Faenza e alcuni possedimenti nella Pentapoli, ma conservò la maggior parte dei territori a suo tempo promessi a papa Stefano II. In quel momento, tuttavia, Pipino il Breve era costretto da problemi interni al suo regno a non impegnarsi nuovamente in Italia, così papa Paolo I sottoscrisse un accordo che accettava la situazione che si era venuta a creare. A suggello dell'intesa, Desiderio si recò a Roma, pregò sulla Tomba di Pietro e garantì i diritti del papa; Paolo, in cambio, avvertì Pipino che Desiderio era il suo difensore contro le pressioni dei bizantini.
Desiderio intervenne attivamente negli scontri per la successione di papa Paolo I, morto nel giugno del 767. Dal Ducato di Spoleto inviò un esercito a Roma, guidato dal prete Valdiperto, che il 31 luglio riuscì a far elevare al soglio il cappellano Filippo che tuttavia rinunciò il giorno stesso. Divenne così papa, contro la volontà di Desiderio, Stefano III, il candidato della curia romana guidata dal primicerio Cristoforo.

### La politica dinastica
Desiderio dopo la morte di Pipino il Breve nel 768 riuscì ad imparentarsi con uno dei figli, Carlo Magno, dandogli in sposa la figlia, di cui non conosciamo il nome; il patronimico Desiderata che le è stato attribuito in passato è il frutto di un errore di lettura di un manoscritto, mentre Manzoni inventò per lei il nome Ermengarda. In questo modo riuscì a interferire con la politica interna del regno franco, in crisi per una contrapposizione tra i due fratelli che si sarebbe conclusa soltanto nel 771, con la morte di Carlomanno. Questa politica di alleanze matrimoniali, destinata a fallire, trovava fin dall'inizio l'opposizione del papa Stefano III, che si opponeva al matrimonio della cosiddetta Desiderata con Carlo Magno in quanto l'alleanza tra franchi e longobardi gli avrebbe impedito di utilizzare gli uni o gli altri a seconda del suo vantaggio.

Nel 769 Desiderio, con la scusa di un pellegrinaggio a Roma, entrò nei territori della Chiesa accompagnato da un esercito. Accampatosi nei pressi di San Pietro, appoggiò il partito longobardo capeggiato da Paolo Afiarta e condannò a morte il capo del partito opposto (pro-Franchi), il primicerio Cristoforo, pare con la tacita approvazione di papa Stefano III che si era visto abbandonato dal suo antico sostenitore. Grazie anche alle divisioni interne del regno dei Franchi, Desiderio riuscì così ad assurgere a un ruolo di primo piano nella politica europea del tempo ma, in reazione alla sua politica aggressiva, Carlo Magno, rimasto unico re dei Franchi, ripudiò Desiderata; e questo fu il colpo definitivo che mandò a monte la sua politica di alleanze dinastiche.

### La guerra contro i Franchi
Nel gennaio del 772 morì papa Stefano III, cui succedette Adriano I, che si sbarazzò del capo del partito filo-longobardo, Paolo Afiarta, e appoggiò quello di Cristoforo, cui doveva la sua elezione. Desiderio colse il pericolo di una nuova alleanza tra il papa e i Franchi e tentò di sventarla per via diplomatica. Adriano rimase però irremovibile nella sua richiesta di completa esecuzione degli accordi precedenti, con la cessione al papato di tutti i territori che reclamava; Desiderio passò quindi all'offensiva, tornando a invadere l'Esarcato, riconquistando Faenza, Ferrara e Comacchio e minacciando Ravenna. La pressione militare mirava a convincere il papa a conferire l'unzione regale ai figli di Carlomanno, che avrebbe spezzato il legame tra Adriano e Carlo Magno e creato disordini nel regno franco. Adriano non solo non si piegò, ma procedette all'eliminazione dei capi del partito longobardo a Roma.
Alla fine del 772, Desiderio intensificò la pressione militare occupando Senigallia, Jesi e Gubbio, entrando nel Ducato romano e minacciando la stessa Roma. Adriano scomunicò il re longobardo e chiese l'aiuto di Carlo Magno. Il re franco era all'epoca impegnato nelle guerre contro i Sassoni, ma si risolse comunque a rispondere all'appello perché non poteva permettere che fosse appannato il suo prestigio come protettore del papato. Nella primavera del 773 Carlo radunò il proprio esercito presso Ginevra e lo ripartì in due tronconi: uno avrebbe disceso la Valle d'Aosta, difesa da Adelchi, l'altro, condotto dallo stesso Carlo, avrebbe seguito la tradizionale via attraverso il Moncenisio. Là, alle Chiuse presso Susa, Desiderio riuscì a frenare i Franchi, ma il fronte presidiato da Adelchi cedette sotto l'urto dell'esercito guidato dallo zio di Carlo, Bernardo. Come recentemente osservato, il rapido successo franco fu facilitato anche dalle divisioni che erano sorte tra i Longobardi, tanto che l'esercito schierato da Desiderio era formato solo da contingenti giunti dall'Italia nord-occidentale, dall'Emilia e dai ducati di Tuscia e di Spoleto, mentre i ducati di Benevento, Vicenza, Treviso e quello del Friuli non inviarono armati al sovrano.
Colte dal panico, le schiere longobarde si ritirarono disordinatamente in Val Padana. Adelchi con i figli di Carlomanno si rinserrò a Verona, Desiderio e la moglie si chiusero invece nella capitale, Pavia, mentre i contingenti provenienti dai vari ducati fecero ritorno alle proprie sedi. I Longobardi non erano stati compatti nell'opporsi all'attacco franco; già prima della battaglia diversi non avevano appoggiato Desiderio, alcuni spingendosi fino al tradimento e alla fuga nel regno franco, e dopo la sconfitta del re le spinte centrifughe si intensificarono. I notabili spoletini scesero a Roma, si fecero rasare secondo l'uso romano e chiesero al papa Adriano I la nomina di un nuovo duca; il pontefice scelse Ildebrando, che riprese il controllo del Ducato e lo consegnò a San Pietro. Analogamente, si sottomisero a Roma anche i Longobardi di Fermo, Osimo e Ancona.
Carlo Magno continuò la sua campagna in Italia, conquistando altre città e riuscendo a far prigionieri i figli di Carlomanno, ma Pavia continuava a resistere. Soltanto all'inizio del 774 la città, stremata, cadde. Desiderio fu mandato assieme alla moglie Ansa in Francia, e imprigionati in un monastero, a Liegi o forse a Corbie; Adelchi riparò a Bisanzio, mentre Carlo Magno si proclamò rex Francorum et Langobardorum.

## Matrimonio e discendenza
Desiderio sposò Ansa (o Ansia), dalla quale ebbe un figlio e cinque figlie:
- Desiderata, andata sposa nel 768 a Carlo Magno e da questi ripudiata tre anni dopo;
- Adalgiso (o Adelchi), associato al trono dal 759 al 774 dal padre Desiderio, fu sconfitto da Carlo Magno nel 774 e si rifugiò a Costantinopoli;
- Liutperga, andata sposa a Tassilone III di Baviera;
- Anselperga, badessa del monastero di San Salvatore;
- Adelperga, che andò sposa ad Arechi II, duca di Benevento;

## Influenze nella cultura
- Desiderio appare nei romanzi del Ciclo carolingio, personaggio delle canzoni che narrano le imprese del re franco nella campagna contro i Longobardi.
- Appare come personaggio anche nella tragedia Adelchi di Alessandro Manzoni; in essa il re viene caratterizzato da ardore vendicativo, in contrapposizione con la superiore sensibilità del figlio Adelchi.